# Cylindilla formosana
Cylindilla formosana là một loài bọ cánh cứng trong họ Cerambycidae.